# Пекліша
Пекліша (рум. Păclișa) — село у повіті Хунедоара в Румунії. Входить до складу комуни Тотешть.
Село розташоване на відстані 282 км на північний захід від Бухареста, 35 км на південь від Деви, 146 км на південний захід від Клуж-Напоки, 130 км на схід від Тімішоари.

## Населення
За даними перепису населення 2002 року у селі проживали 687 осіб. Рідною мовою 684 особи (99,6%) назвали румунську.
Національний склад населення села:
| Національність | Кількість осіб | Відсоток |
| -------------- | -------------- | -------- |
| румуни         | 674            | 98,1%    |
| угорці         | 6              | 0,9%     |
| цигани         | 5              | 0,7%     |